# Hixame II
Hixame II, Hixeme II ou Híxem II (em árabe: هشام المؤيد بالله, lit. 'Hisham al-Mu'ayyad bi-llah') foi o terceiro califa de Córdova da dinastia omíada, reinando entre 976 e 1009 e entre 1010-1013 no Alandalus (a Espanha islâmica).

## História
Hixame II sucedeu ao seu pai, Aláqueme II, como califa de Córdova em 976, com dez anos de idade, com sua mãe Subh e o ministro Jafar Almoxafi atuando como regentes. O general Galibe ibne Abderramão e Almançor conseguiram impedir que os eunucos do palácio colocassem um irmão de Aláqueme II ao trono. Subh, em retribuição, designou Almançor como tesoureiro do califado. O próprio Hixame II foi mantido longe do governo e não tinha nenhuma influência política, sendo forçado, em 997, a ceder oficialmente o poder para Almançor, que levou o califado à sua maior extensão territorial e às maiores vitórias sobre os reinos cristãos da Península Ibérica.
Após a morte de Almançor em 1002, seu filho Abedal Maleque (1002–1008) tomou o poder e assegurou sua posição no califado com uma campanha de sucesso contra Navarra e Barcelona antes de ser assassinado por Abderramão Sanchuelo (1008–1009). Em 1009, uma revolta popular liderada por Maomé II Almadi depôs tanto Sanchuelo quanto Hixame II, este último aprisionado em Córdova pelas forças do novo regime.
Os anos seguintes foram de rápidas mudanças na liderança como resultado das guerras entre os berberes e os árabes, bem como tropas escravas lutando por Hixame II, com Almadi perdendo o poder para Solimão Almostaim - líder dos berberes - em 1009 e reconquistando-o novamente em 1010. Finalmente, os escravos de Hixame II, sob o comando de Aluadide, o restabeleceram como califa (1010-1013).
Hixame II agora estava sob a influência de seu general, Aluadide, que foi incapaz de reconquistar o controle sobre as tropas berberes - que ainda apoiavam Solimão - e a guerra civil continuava. Em 1013, os berberes tomaram Córdova e saquearam a cidade. O destino de Hixame é incerto - supostamente ele teria sido morto em 13 de abril de 1013 pelos invasores. Após a sua morte, Solimão Almostaim se tornou o novo califa.

## Vida pessoal
Sabe-se que Hixame, como seu pai, mantinha abertamente um harém composto exclusivamente de rapazes.